# Сидоровское сельское поселение (Кемеровская область)
Си́доровское се́льское поселе́ние — упразднённое муниципальное образование в Новокузнецком районе Кемеровской области России.

## География
Было расположено к северу от города Новокузнецка. Граничило с Заводским, Кузнецким и Орджоникидзевским районами Новокузнецка.
По территории поселения проходит железная дорога Полосухино—Томусинская.

## История
Сидоровский сельсовет создан в 1924 году. В 1960 году в его состав вошли территории Краснознаменского, Есаульского и Антоновского сельсоветов.
С 1990-х годов — Сидоровская сельская территория в составе Новокузнецкого района. В ходе муниципальной реформы 2005 года территория преобразована в Сидоровское сельское поселение.
В 2013 упразднено, территории и населённые пункты вошли в состав Терсинского сельского поселения.

## Населённые пункты
В состав поселения входили следующие населённые пункты:
- село Сидорово — административный центр поселения
- посёлок станции Бардина
- деревня Есаулка
- посёлок станции Керегеш
- село Кругленькое
- деревня Малая Щедруха
- деревня Мокроусово
- посёлок Терёхино
- посёлок станции Тоннель
- посёлок Чистая Грива

До 2001 года в состав сельсовета входил поселок Елань

## Транспорт
Имеются автобусные маршруты из Абашево до Карлыка, от Садовой до Кругленького, а также через площадку ЗСМК на Сидорово.

## Администрация
654922, Кемеровская область, Новокузнецкий район, с. Сидорово, ул. Советская, дом 4-а.
Главой Сидоровского сельского поселения и председателем Совета народных депутатов являлась Чульжанова Татьяна Владимировна.
Совет народных депутатов Сидоровского сельского поселения избирался в составе 11 человек прямым тайным голосованием сроком на 5 лет.